# Nieuwe Looiersstraat 68-70
De Nieuwe Looiersstraat 68-70 te Amsterdam is een gebouw te Amsterdam-Centrum, Weteringbuurt.
Het gebouw dateert uit circa 1940. De Nieuwe Looiersstraat laat een mengeling zien van allerlei bouwstijlen, in de loop der jaren verdween de originele bebouwing, maar ook de daaropvolgende gebouwen doorstonden de tand des tijds niet allemaal. Deze portiekwoningen uit 1940 zijn ontworpen door Pieter Rinze Bloemsma en Justus Hendrik Scheerboom. 
Het gebouw op zich is niet van bijzondere architectuur binnen de stijl het Nieuwe Bouwen. Wel valt het op door de toepassing van die bouwstijl binnen de Amsterdamse grachtengordel en de daardoor opvallende moderniteit in deze straat, die zeker tot 1940 veel 19e eeuwse gebouwen bevatte. Het gebouw heeft een betegelde portiek, inpandige garens en is strak rechthoekig vormgegeven. Een andere bijzonderheid is niet vanaf de straat te zien. Een aantal huizen aan de Nieuwe Looiersstraat is verbonden met de huizen in de achterliggende Fokke Simonszstraat. Dat geldt ook voor dit pand, op de Fokke Simonszstraat 27-29 staat een broertje, maar dan met een lagere portiek. De duopanden werden in november 2006 tot gemeentelijk monument verklaard.
Het adres aan de Fokke Simonszstraat heeft een “eerste steen” in de gevel.

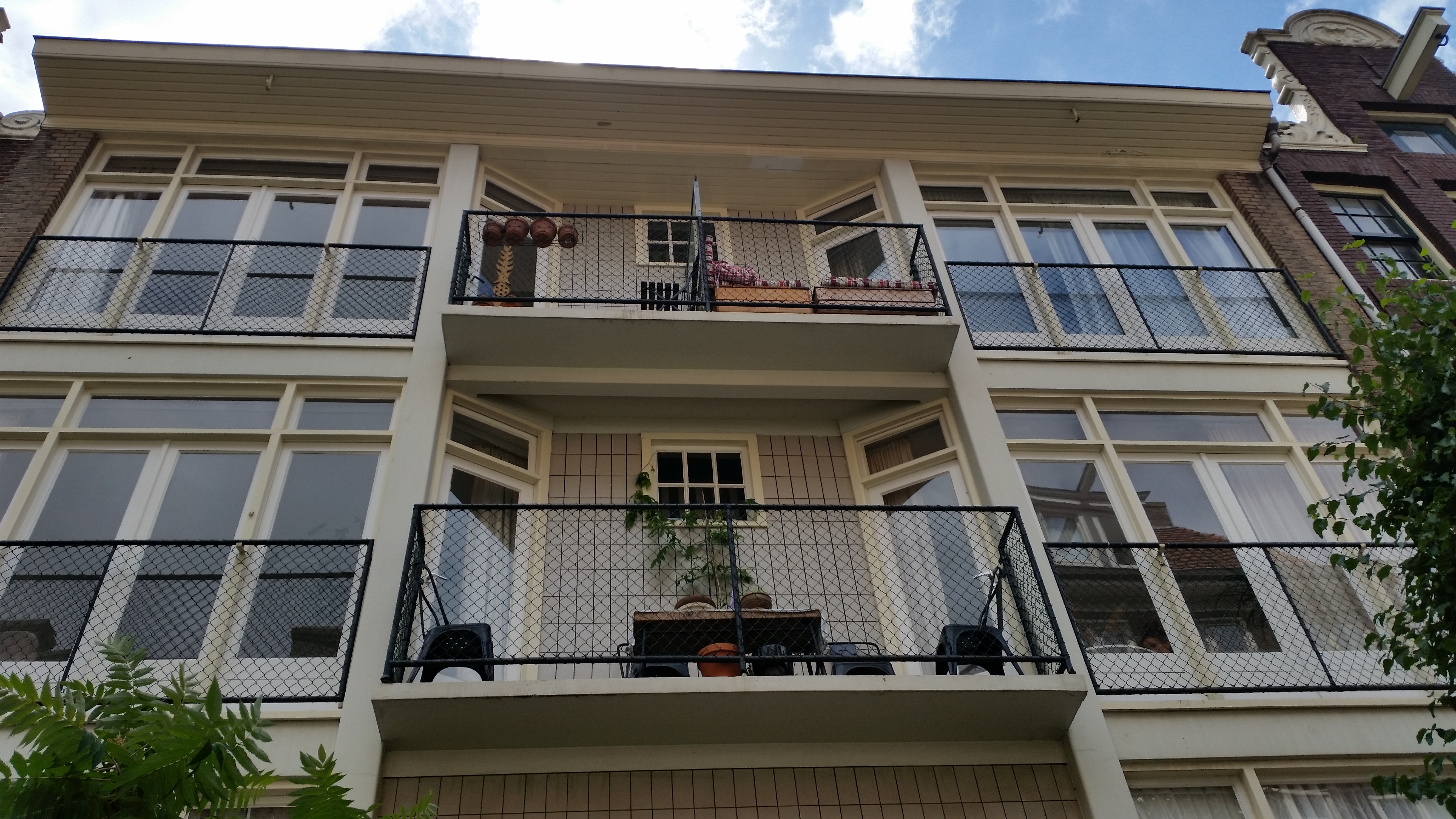
Detail van Nieuwe Looiersstraat 68-70 (juli 2020)